# Cichlocolaptes leucophrus
Cichlocolaptes leucophrus là một loài chim trong họ Furnariidae.